# Georg Emil Autenrieth
Georg Emil Autenrieth (chinesisch 豪天立, Pinyin háo tiān lì, * 13. April 1900 in Weilheim an der Teck; † 26. März 1983 ebenda) war ein deutscher evangelischer Missionar in China.

## Leben
Georg Emil Autenrieth wurde als Sohn von Wilhelm und Katharina Autenrieth in Weilheim an der Teck geboren und arbeitete zunächst als Schreinerlehrling in Uhingen. Von 1919 bis 1925 studierte er am Theologischen Seminar in Basel. Nach dem Abschluss des Studiums trat er in das Missionshaus der Basler Mission ein und wurde zum Missionar ordiniert. Er reiste im Dezember 1926 nach China, wo er, zunächst an der Missionsstation Wuhua und Meixian als Missionar tätig war. Während seiner dortigen Amtszeit bis September 1934 wuchs die Zahl der Mitglieder der Gemeinde, verdoppelte sich die Anzahl der Schüler und der Taufbewerber.
Er heiratete am 3. November 1928 in Hongkong Margarete Fritz, die Tochter des Pfarrers Christian Fritz. Am 13. Oktober 1936 reiste das Ehepaar wieder nach China. Neben seiner Tätigkeit als Missionar unterrichtete er auch Deutsch und Englisch an der Leyu-Mittelschule und Sun-Yat-sen-Universität.
Er gilt als Biblizist und betrachtete die Kreuzigung und Auferstehung Jesu Christi als Kern seiner Theologie und zentrales Element der Heiligen Schrift. Während seiner Arbeit in China verfasste er mehrere Schriften, zum Beispiel 《禮拜儀式》(Liturgie des christlichen Gottesdienstes).
Am 15. März 1947 beendete er seinen Chinaaufenthalt und zog zurück nach Baden-Württemberg; zuletzt war er als Pfarrer in Kirchheim unter Teck tätig. Er verstarb am 26. März 1983 und wurde auf dem Friedhof Weilheim an der Teck begraben. Auf seinem Grabstein steht Chinesisch: 耶稣基督：我就是生命 (Jesus Christus: Ich bin das Leben).